# Фонетична розкладка
Фонети́чна розкла́дка — узгоджена заміна в розкладці клавіатури літер однієї мови літерам іншої. Узгодження відбувається за фонетичної відповідністю : «літера»-«літера».

## Українська та російська фонетична клавіатура 2.0
Українська та російська фонетична клавіатура 2.0 розроблена для українськомовних та російськомовних користувачів, які використовують стандартні клавіатури QWERTY. Вона відображає кириличні символи на фонетично схожі англійські літери, що дозволяє ефективно друкувати на двох мовах без зміни фізичного розташування клавіш клавіатури. Ця розкладка відрізняється тим, що в ній змінені тільки клавіші з літерами, без змін клавіш, що використовуються для символів. 
Клавіатуру необхідно завантажити і встановити на пристрій.
Ось як відбувається відповідність клавіш:

### Українська фонетична клавіатура 2.0

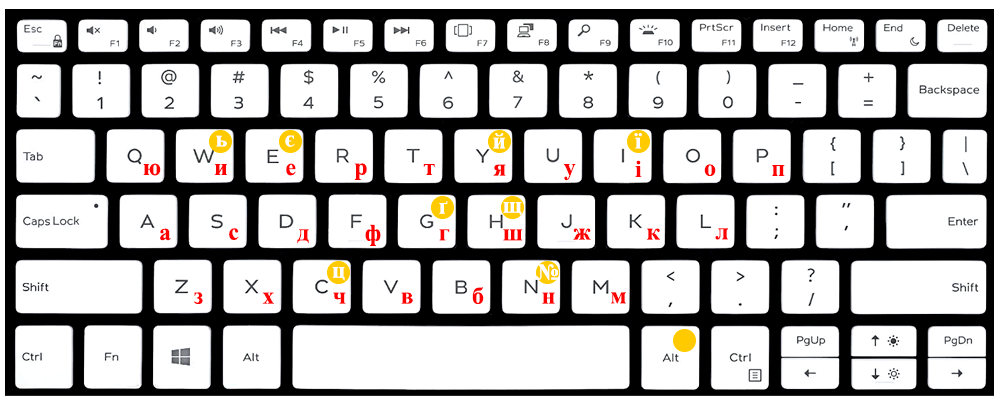
Українська фонетична розкладка клавіатури 2.0 для Windows

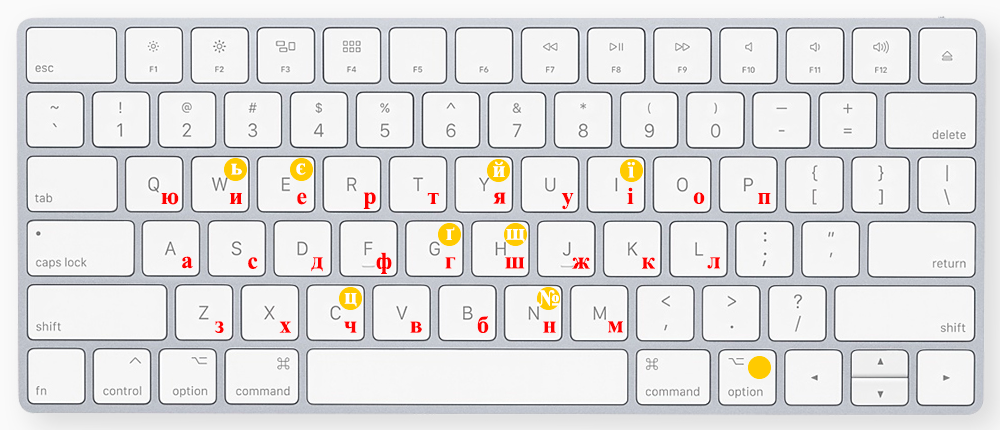
Українська фонетична розкладка клавіатури 2.0 для Mac

- A, B, V, D, Z, K, L, M, N, O, P, R, S, T, U, F, - Прямі фонетичні еквіваленти ('а', 'б', 'в', 'д', 'з', 'к', 'л', 'м', 'н', 'о', 'п', 'р', 'с', 'т', 'у', 'ф').
- G - 'г', з правим Alt + G для 'ґ'.
- E - 'е', з правим Alt + E для 'є'.
- J - 'ж'.
- I - 'і', з правим Alt + I для 'ї'.
- C - 'ч', з правим Alt + C для 'ц'.
- H - 'ш', з правим Alt + H для 'щ'.
- W - 'и', з правим Alt + W для 'ь'.
- X - 'х'.
- Q - 'ю'.
- Y - 'я', з правим Alt + Y для 'й'.

### Російська фонетична клавіатура 2.0

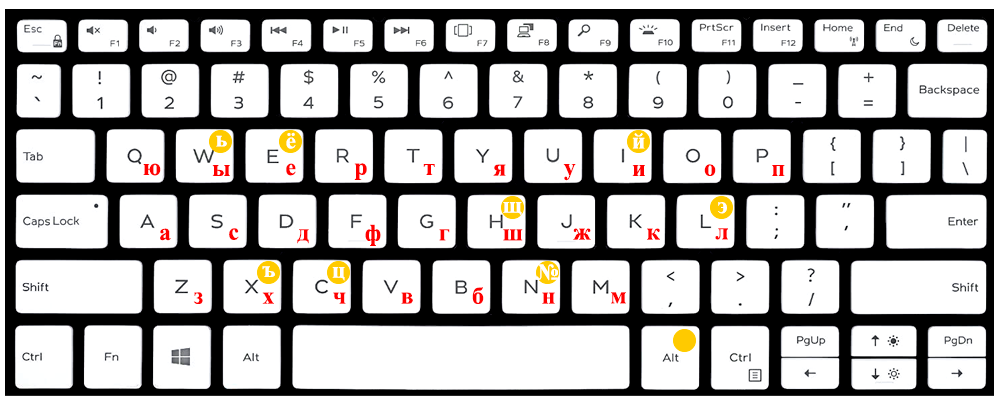
Російська фонетична розкладка клавіатури 2.0 для Windows

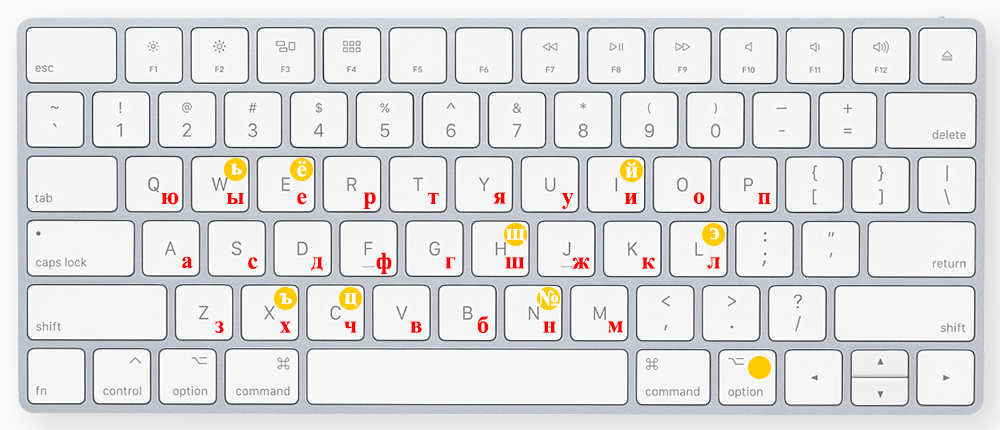
Російська фонетична розкладка клавіатури 2.0 для Mac

- A, B, V, D, Z, K, M, N, O, P, R, S, T, U, F, - Прямі фонетичні еквіваленти ('а', 'б', 'в', 'д', 'з', 'к', 'м', 'н', 'о', 'п', 'р', 'с', 'т', 'у', 'ф').
- G - 'г'.
- E - 'е', з правим Alt + E для 'ё'.
- J - 'ж'.
- I - 'и', з правим Alt + I для 'й'.
- L - 'л', з правим Alt + L для 'э'.
- C - 'ч', з правим Alt + C для 'ц'.
- H - 'ш', з правим Alt + H для 'щ'.
- W - 'ы', з правим Alt + W для 'ь'.
- X - 'х', з правим Alt + X для 'ъ'.
- Q - 'ю'.
- Y - 'я'.

Описи розкладок для цих клавіатур: ЮИЕРТЯ для української розкладки і ЮЫЕРТЯ для російської розкладки, що відображають розміщення певних кириличних символів на клавіатурі.
Ця інтуїтивно зрозуміла розкладка спрощує процес навчання для користувачів, звиклих до англійських клавіатур, і підвищує ефективність друкування в двомовних умовах, що особливо корисно в освітніх цілях і середовищах, що вимагають частого перемикання між англійською та українською або російською.

## Фонетична розкладка для кириличних мов

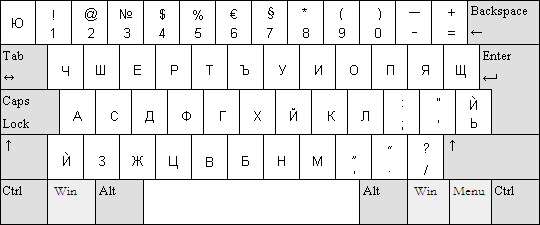
Фонетична кирилична розкладка для болгарської мови, від 2006

Для кириличних мов існує кілька різновидів комп'ютерної розкладки (розташування літер на клавіатурі в режимі введення кирилиці)
- ЙЦУКЕН;
- DIKTOR;
- фонетична ЯВЕРТЫ, ЯЖЕРТИ тощо.

У кириличній фонетичній розкладці кириличні літери розташовані на тих же клавішах, що і схожі (фонетично, за вимовою) латинські, наприклад А-A, Б-B, Д-D, Ф-F, К-K, О-O і т. д. Створено декілька варіантів фонетичної розкладки на основі латинської розкладки QWERTY, а також на основі інших латинських та національних розкладок. Фонетична розкладка зручна для іноземців, які вивчають мови на основі кириличної абетки (пропонується асоціацією славістів AATSEEL.org, до якої входять лінгвісти, перекладачі та викладачі), а також для більшості слов'ян, що живуть за межами Росії/СНД. У деяких країнах (наприклад, в Німеччині або Швеції) розповсюдженими є власні варіанти фонетичної розкладки, що пов'язано з особливостями основної місцевої розкладки.
Історично в комп'ютерах радянського виробництва використовувалась фонетична розкладка ЙЦУКЕН/JCUKEN, в деяких комп'ютерах виробництва країн-членів РЕВ (наприклад, серії Правец-8 — фонетична розкладка ЯВЕРТЫ/QWERTY. Найпоширеніша у поточний час розкладка ЙЦУКЕН/QWERTY прийшла разом із розповсюдженням PC-сумісних комп'ютерів наприкінці 1980-х років.
Для Windows XP існують:
- українська фонетична розкладка від фундації ім. Шклярів,
- українська фонетична розкладка UkrWriter,
- фонетичний розклад клавіатури від Спілки української молоді.

## Підтримка в ОС
Сучасні операційні системи, такі як Mac OS X та Linux, пропонують на вибір використання фонетичної розкладки для кириличних мов. Для створення фонетичної розкладки в Microsoft Windows потрібна спеціальна програма «Редактор розкладок» — наприклад, безкоштовна програма від Microsoft MSKLC. До складу розкладок Microsoft Windows Vista включено наступні фонетичні розкладки: «Болгарська (фонетична)», «Боснійська (кирилиця)», «Македонська (FYROM)» та «Македонська (БЮРМ)».

## Українська розкладка

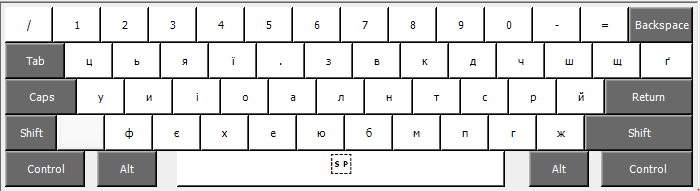
українська фонетична розкладка

Фонетична розкладка української мови                                                                                                                         